# Sally Eilers
Sally Eilers (11 décembre 1908 – 5 janvier 1978) est une actrice américaine.

## Carrière
Née Dorothea Sally Eilers à New York d'une mère juive et d'un père irlandais, Eilers fait ses débuts au cinéma en 1927 dans The Red Mill, sous la direction du réalisateur Roscoe Arbuckle (pseudonyme William Goodrich). Après plusieurs rôles mineurs, elle est engagée parmi les « bathing beauties » de Mack Sennett dans plusieurs courts-métrages de comédie, aux côtés de Carole Lombard, qui était une amie d'enfance. En 1928, elle est élue dans les WAMPAS Baby Stars, une liste annuelle de jeunes actrices nommées sur base de leur succès au box-office.
Sally Eilers est une figure populaire d'Hollywood au début des années 1930, connue pour sa bonne humeur et sa vivacité. Ses films sont pour la plupart des comédies et des mélodrames policiers comme Fortunes rapides (1931) avec Spencer Tracy et George Raft. Cependant, sa popularité s'estompe à la fin de la décennie, et ses apparitions au cinéma se font rares. Son dernier rôle date de 1950.
Durant les dernières années de sa vie, Eilers souffre d'une mauvaise santé, et meurt d'une attaque cardiaque à Woodland Hills en Californie à l'âge de 69 ans.

## Filmographie partielle
- 1927 : Si nos maris s'amusent (Cradle Snatchers) de Howard Hawks
- 1927 : The Red Mill de Roscoe Arbuckle (William Goodrich)
- 1927 : L'Aurore (Sunrise) de Friedrich Wilhelm Murnau
- 1928 : La Foule (The Crowd) de King Vidor
- 1928 : The Good-Bye Kiss de Mack Sennett
- 1928 : Martini dry de Harry d'Abbadie d'Arrast
- 1929 : The Show of Shows de John G. Adolfi
- 1929 : Papillons de nuit (Broadway Babies) de Mervyn LeRoy
- 1930 : She Couldn't Say No de Lloyd Bacon
- 1930 : Soyons gai (Let Us Be Gay) de Robert Z. Leonard
- 1931 : Clearing the Range (en) de Otto Brower
- 1931 : Fortunes rapides (Quick Millions) de Rowland Brown
- 1931 : Buster se marie (Parlor, Bedroom and Bath) d'Edward Sedgwick
- 1931 : Maman (Over the Hill) de Henry King
- 1931 : A Holy Terror de Irving Cummings
- 1931 : Bad Girl de Frank Borzage : Dorothy Haley Ran
- 1931 : Reducing de Charles Reisner : Joyce Rochay
- 1931 : The Black Camel de Hamilton MacFadden : Julie O'Neil
- 1932 : Dance Team de Sidney Lanfield
- 1932 : Disorderly Conduct de John W. Considine Jr.
- 1932 : Hat Check Girl de Sidney Lanfield
- 1933 : Second Hand Wife de Hamilton MacFadden
- 1933 : Le Signal (Central Airport) de William A. Wellman : Jill Collins
- 1933 : La Foire aux illusions (State Fair) de Henry King : Emily Joyce
- 1933 : Sailor's Luck de Raoul Walsh
- 1933 : Made on Broadway de Harry Beaumont
- 1933 : Hold Me Tight de David Butler
- 1933 : Walls of Gold (en) de Kenneth MacKenna
- 1934 : Three on a Honeymoon de James Tinling
- 1934 : She Made Her Bed de Ralph Murphy
- 1935 : Carnival de Walter Lang
- 1935 : Alias Mary Dow de Kurt Neumann
- 1935 : Cocktails et Homicides (Remember Last Night?) de James Whale
- 1935 : Poursuite (Pursuit) d'Edwin L. Marin
- 1936 : Strike Me Pink de Norman Taurog
- 1936 : Don't Get Personal de William Nigh
- 1936 : Florida Special de Ralph Murphy
- 1936 : Without Orders de Lew Landers
- 1937 : On a volé cent mille dollars (We Have Our Moments) d'Alfred L. Werker : Mary Smith
- 1937 : Danger Patrol de Lew Landers
- 1938 : Lady Behave de Lloyd Corrigan
- 1938 : Everybody's Doing It de Christy Cabanne
- 1938 : Condemned Women de Lew Landers
- 1938 : Nurse from Brooklyn de S. Sylvan Simon
- 1938 : Tarnished Angel de Leslie Goodwins
- 1939 : They Made Her a Spy de Jack Hively
- 1939 : Full Confession de John Farrow